# Art Bezrukavenko
Artem Bezrukavenko (en ucraniano: Артем Безрукавенко) es un creador de contenido y personalidad de las redes sociales ucraniano radicado en la ciudad de Nueva York. Su trabajo se centra en temas relacionados con las experiencias, la identidad y la comunidad LGBTQ+, a menudo presentados a través de entrevistas callejeras, podcasts de vídeo y debates en línea.

## Primeros años y educación
Artem Bezrukavenko nació en Dobropilia en el óblast de Donetsk, Ucrania. En 2014, después de la anexión de Crimea por la Federación Rusa, su familia pidió dinero prestado para enviarlo a Varsovia, Polonia, con una asignación de tres meses. Se matriculó en el Collegium Humanum – Universidad de Gestión de Varsovia, a pesar de que en aquel momento no hablaba polaco. Para mantenerse, trabajó en varios empleos y asistió a la escuela simultáneamente, lo que llevó a su expulsión temporal debido a su mala asistencia, aunque más tarde fue readmitido.
Después de seis meses, su madre se reunió con él en Varsovia, donde vivieron en un apartamento tipo estudio y trabajaron turnos alternos. Durante este tiempo, Bezrukavenko desempeñó varios trabajos, entre ellos distribuir volantes, trabajar como recepcionista y desempeñarse como asociado de ventas.

## Carrera
Bezrukavenko emigró a los Estados Unidos en 2017 con US$500 (equivalente a $621,5 en 2023) en ahorros. Inicialmente, vivió en ciudades como Chicago, Los Ángeles y Austin, Texas, donde desempeñó diversos trabajos mientras navegaba por el proceso de inmigración.
En EE. UU., Bezrukavenko comenzó a crear contenido para las redes sociales. Sus primeros trabajos no se centraron en temas LGBTQ+, pero con el tiempo comenzó a incorporar temas relacionados con la identidad queer y cuestiones comunitarias. Comenzó a realizar entrevistas callejeras y a crear vídeos que exploraban temas como las relaciones, la identidad y la cultura LGBTQ+.
El contenido de Bezrukavenko ganó audiencia en plataformas como TikTok, Instagram y YouTube. En 2024, ya había atraído a un gran número de seguidores y había producido una variedad de videos que iban desde entrevistas sinceras hasta debates sobre dinámicas sociales queer. Entre sus proyectos se incluye The Gays Of Our Days, una serie pódcasts en vídeo que incluye entrevistas con personas de diversos orígenes. También presentó transmisiones en vivo donde interactuó con los espectadores sobre diversos temas.

## Vida personal
Bezrukavenko atribuye a sus años de formación en Varsovia, donde él y su madre trabajaron para establecer una nueva vida, el haberle inculcado resiliencia y una fuerte ética de trabajo. Vive en un apartamento de una habitación en el Upper West Side de la ciudad de Nueva York con su novio, con quien mantiene una relación desde 2021.